# Natação artística no Campeonato Mundial de Esportes Aquáticos de 2019 - Rotina livre equipes
A prova da rotina livre equipes é um dos eventos da natação artística do Campeonato Mundial de Esportes Aquáticos de 2019 que foi realizada entre os dias 17 de julho e 19 de julho, em Gwangju, na Coreia do Sul. 

## Calendário
Horário local (UTC+9). 
| Fase          | Data        | Hora  |
| ------------- | ----------- | ----- |
| Eliminatórias | 17 de julho | 11:00 |
| Final         | 19 de julho | 19:00 |

## Medalhistas
| Ouro | Prata | Bronze |
| Rússia · Anastasia Arkhipovskaya · Vlada Chigireva · Marina Goliadkina · Veronika Kalinina · Polina Komar · Alla Shishkina · Maria Shurochkina · Varvara Subbotina | China · Chang Hao · Feng Yu · Guo Li · Huang Xuechen · Liang Xinping · Sun Wenyan · Xiao Yanning · Yin Chengxin | Ucrânia · Maryna Aleksiiva · Vladyslava Aleksiiva · Marta Fiedina · Yana Nariezhna · Kateryna Reznik · Anastasiya Savchuk · Alina Shynkarenko · Yelyzaveta Yakhno |

## Resultados
| Pos.              | Nacionalidade  | Eliminatória | Eliminatória | Final         | Final         |
| Pos.              | Nacionalidade  | Pontos       | Pos.         | Pontos        | Pos.          |
| ----------------- | -------------- | ------------ | ------------ | ------------- | ------------- |
| Medalha de ouro   | Rússia         | 97.7667      | 1            | 98.0000       | 1             |
| Medalha de prata  | China          | 95.7667      | 2            | 96.0333       | 2             |
| Medalha de bronze | Ucrânia        | 93.9667      | 3            | 94.3667       | 3             |
| 4                 | Japão          | 92.6667      | 4            | 93.3667       | 4             |
| 5                 | Itália         | 91.2667      | 6            | 91.6000       | 5             |
| 6                 | Espanha        | 91.3333      | 5            | 91.4000       | 6             |
| 7                 | Canadá         | 90.2000      | 7            | 90.1000       | 7             |
| 8                 | Grécia         | 87.8000      | 8            | 88.3333       | 8             |
| 9                 | França         | 87.3000      | 9            | 87.4667       | 9             |
| 10                | México         | 86.3333      | 10           | 87.0333       | 10            |
| 11                | Estados Unidos | 85.2667      | 11           | 84.4000       | 11            |
| 12                | Israel         | 82.9333      | 12           | 83.2667       | 12            |
| 13                | Bielorrússia   | 82.5667      | 13           | Não avançaram | Não avançaram |
| 14                | Suíça          | 81.5667      | 14           | Não avançaram | Não avançaram |
| 15                | Cazaquistão    | 80.5667      | 15           | Não avançaram | Não avançaram |
| 16                | Brasil         | 80.0667      | 16           | Não avançaram | Não avançaram |
| 17                | Egito          | 77.8333      | 17           | Não avançaram | Não avançaram |
| 18                | Coreia do Sul  | 77.1667      | 18           | Não avançaram | Não avançaram |
| 19                | Hungria        | 76.8667      | 19           | Não avançaram | Não avançaram |
| 20                | Singapura      | 76.3333      | 20           | Não avançaram | Não avançaram |
| 21                | Eslováquia     | 75.3333      | 21           | Não avançaram | Não avançaram |
| 22                | Austrália      | 74.5333      | 22           | Não avançaram | Não avançaram |
| 23                | Polónia        | 73.7000      | 23           | Não avançaram | Não avançaram |
| 24                | Nova Zelândia  | 70.1667      | 24           | Não avançaram | Não avançaram |
| 25                | Hong Kong      | 68.7667      | 25           | Não avançaram | Não avançaram |
| 26                | África do Sul  | 67.1333      | 26           | Não avançaram | Não avançaram |
| 27                | Tailândia      | 65.5000      | 27           | Não avançaram | Não avançaram |